# Láska je láska (píseň)
„Láska je láska“ je popová skladba z alba Missariel z roku 1992 české zpěvačky Lucie Bílé, kterou nazpívala společně s Ilonou Csákovou. Autorem skladby je hudební skladatel Ondřej Soukup. Píseň má stejný beat, kytarový riff a obsahuje i podobnou rapovou vložku jako píseň Alphabet St. amerického zpěváka Prince, která vyšla v roce 1988 na albu Lovesexy. Původně se za autora vydával hudební skladatel Ondřej Soukup, po smrti Prince ale přiznal, že autorem není. Na reedici desky Missariel v roce 2017 je uveden jako autor hudby Prince. Text napsala Gabriela Osvaldová. 
Skladba je považována za jednu z nejznámějších skladeb Lucie Bílé, album bylo v roce 2007 zařazeno mezi 10 nejlepších českých desek popové historie.

## Videoklip
Ve stejném roce, jako vyšlo album, byl vydán také čtyřminutový videoklip. Vystupují zde Lucie Bílá s Ilonou Csákovou jako školačky a zpěvák Lou Fanánek Hagen v uniformě strážníka, který se vášnivě líbá se svým kolegou. Na základě diváckého hlasování i odborné poroty byl videoklip vyhlášen jako nejlepší v roce 1992 a v roce 2001 byl diváky zvolen za třetí nejlepší český klip desetiletí. Určitý čas se nesměl vysílat v televizi, protože byl označen za zvrácený a neetický.